# Arash Motor Company

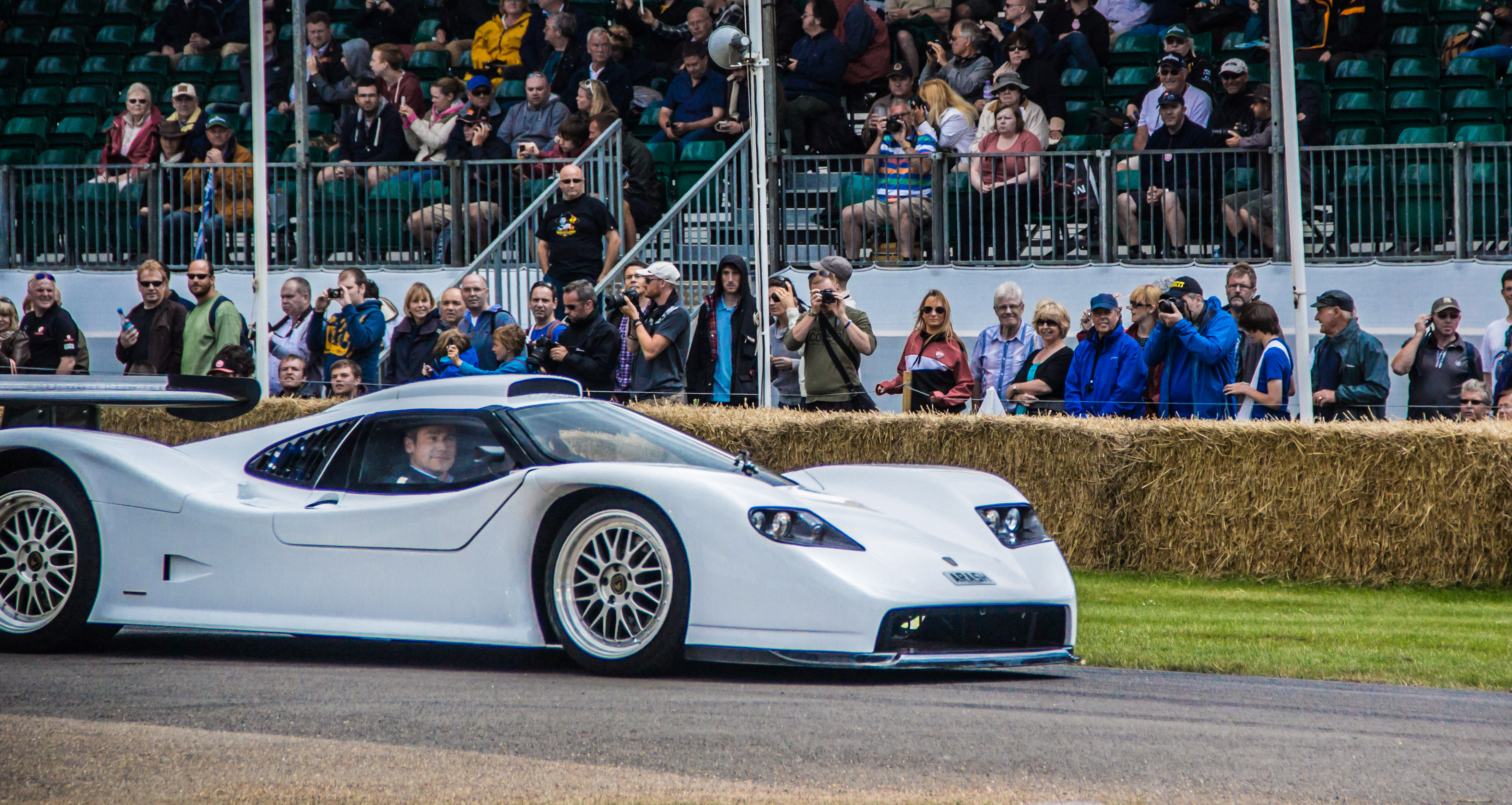
Farboud GT

Arash Motor Company Limited, zuvor Farboud Limited, ist ein britischer Hersteller von Automobilen.

## Unternehmensgeschichte
Arash Farboud gründete 1999 das Unternehmen Farboud Limited in Sawston in der Grafschaft Cambridgeshire. Er begann mit der Produktion von Automobilen und Kits. Der Markenname lautete zunächst Farboud. 2006 erfolgte die Umfirmierung in Arash Motor Company Limited. Seitdem werden die Fahrzeuge als Arash vermarktet. Der Unternehmenssitz befindet sich inzwischen in Newmarket in Suffolk.

## Fahrzeuge

### Farboud
Das erste Modell Farboud GT wurde im Januar 2002 auf der Messe Autosport International präsentiert. Die Basis bildete ein Stahlrohrrahmen. Darauf wurde eine Karosserie aus Kevlar montiert. Ein V6-Motor von Audi mit zwei Turboladern trieb das Fahrzeug an. Die Motorleistung war je nach Ausführung mit 420 PS bis 600 PS angegeben.
Ein weiteres Modell war der Farboud GTS, der dem McLaren F1 ähnelte. Nach Angaben von Arash entstanden von diesem Modell nur drei Exemplare, bevor das Projekt an Ginetta als F400 verkauft wurde.

### Arash

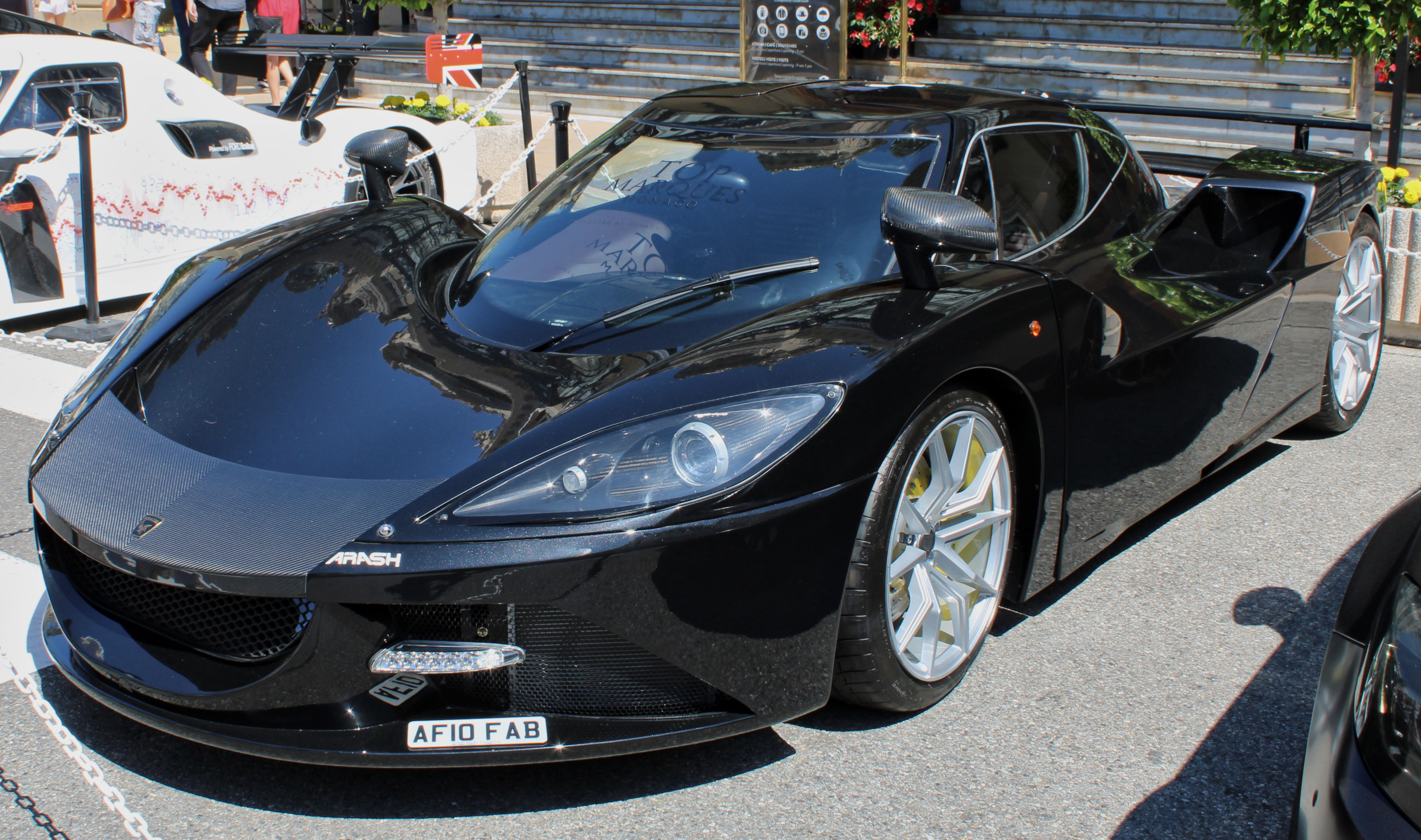
Arash AF10

Der 2009 vorgestellte Arash AF 10 blieb ein Einzelstück.
Darauf folgte der Arash AF 8. Ein V8-Motor mit 7000 cm³ Hubraum und 550 PS bis 560 PS Leistung treibt das Fahrzeug an. Es ist 415 cm lang, 190 cm breit, 110 cm hoch und wiegt 1200 kg.
Auf dem Genfer Auto-Salon 2016 stellte Arash das Konzept eines Hybrid-Supersportwagens erneut unter der Bezeichnung Arash AF 10 vor. Das Fahrzeug soll über eine Gesamtleistung von 2080 PS verfügen, die sich auf vier Elektromotoren und einen 900 PS starken V8-Motor mit Kompressor verteilt.